# Dürrizade
Els Dürrizade foren una família otomana amb cinc membres que va exercir el càrrec de Xaikh al-Islam fins a nou vegades entre 1734 i 1815 i un posteriorment.
Aquests cinc foren:
- Dürrizade Mehmed Efendi
- Dürrizade Mustafa Efendi
- Dürrizade Seyyid Mehmed Ata Allah Efendi
- Dürrizade Seyyid Mehmed Arif Efendi
- Dürrizade Seyyid Abd Allah Efendi
- Dürrizade Seyyid Abd Allah Bey